# 5454 Kojiki
5454 Kojiki este un asteroid din centura principală de asteroizi.

## Descriere
5454 Kojiki este un asteroid din centura principală de asteroizi. A fost descoperit pe 12 martie 1977 la Kiso de Hiroki Kosai și Kiichiro Hurukawa. El prezintă o orbită caracterizată de o semiaxă mare de 3,17 ua, o excentricitate de 0,12 și o înclinație de 5,5° în raport cu ecliptica.